# Leandra dolichodons
Leandra dolichodons är en tvåhjärtbladig växtart som beskrevs av Célestin Alfred Cogniaux. Leandra dolichodons ingår i släktet Leandra och familjen Melastomataceae. Inga underarter finns listade i Catalogue of Life.